# Aeroportul Biju Patnaik
Aeroportul Biju Patnaik (IATA: BBI, ICAO: VEBS) este un aeroport din Bhubaneswar, Khordha district⁠(d), Central division⁠(d), Odisha, India ce deservește zona Bhubaneswar. Aeroportul a fost tranzitat în decembrie 2022 de 366.750 de pasageri. A fost deschis în 17 aprilie 1962.
Situat la o altitudine de 42 m, aeroportul dispune de o singură pistă. Este operat de Airports Authority of India⁠(d).